# 米罗季·阿卜杜罗耶夫

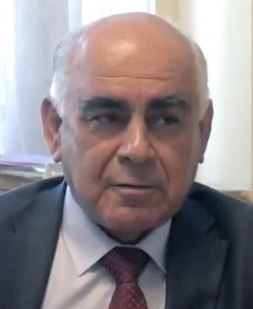
米罗季·阿卜杜罗耶夫

米罗季·阿卜杜罗耶夫（羅馬化：Mirojiddin Abdulloyev；1948年8月15日—）是塔吉克斯坦的一位政治人物，现任塔吉克斯坦共产党主席。

## 生平
1948年8月15日，米罗季·阿卜杜罗耶夫出生于苏联塔吉克哈特隆州穆明纳巴德区兰加尔卡伦村。1966年，毕业于库洛布师范学院。1984年，毕业于位于莫斯科的苏联内务部学院。1984年—1991年，在塔吉克内务部库洛布地区办公室工作。1999年6月—2005年，任哈特隆州禁毒局办公室主任。2016年10月—2017年3月11日，任塔吉克斯坦共产党哈特隆州库洛布地区组织负责人。2017年3月11日，任塔吉克斯坦共产党中央委员会书记；4月22日，任塔吉克斯坦共产党主席。2020年，作为塔吉克斯坦共产党提名的总统候选人参加2020年塔吉克斯坦总统选举，获得49535张选票（得票率1.18%）。